# Derbyshire
Derbyshire este unul din comitatele ceremoniale (și parțial ne-metropolitan) situat în centrul Angliei.

## Orașe din cadrul districtului
- Alfreton
- Ashbourne
- Bakewell
- Belper
- Bolsover
- Buxton
- Chapel-en-le-Frith
- Chesterfield
- Darley Dale
- Dronfield
- Glossop
- Heanor
- Ilkeston
- Long Eaton
- Matlock
- Melbourne
- New Mills
- Ripley
- Staveley
- Swadlincote
- Whaley Bridge